# Marc-Antoine Gagnon
Pour les articles homonymes, voir Gagnon.
Marc-Antoine Gagnon, né le 6 mars 1991 à Montréal est un skieur acrobatique canadien spécialiste des bosses.

## Carrière
Il fait ses débuts en Coupe du monde en janvier 2011, et s'est placé deux fois sur le podium en mars 2012 puis en janvier 2014. Lors des Jeux de Sotchi 2014, il passe près d'obtenir la médaille de bronze et termine quatrième.
Lors des Championnats du monde 2015, il termine cinquième de l'épreuve des bosses puis obtient la médaille de bronze aux bosses en parallèle.

## Palmarès

### Jeux olympiques
- Sotchi 2014 : 4e aux bosses.

### Championnats du monde
- Championnats du monde 2015 à Kreischberg :
  -  Médaille de bronze aux bosses en parallèle.

### Coupe du monde
- Meilleur classement général : 15e en 2012
- Meilleur classement en bosses : 5e en 2012 et 2013
- 3 podiums : 1 deuxième place et 2 troisièmes places.